# Semion Poustochkine
Semion Afanassievitch Poustochkine (en russe : Семён Афанасьевич Пустошкин), né en 1759 à Tchernetsovo dans le gouvernement de Novgorod, décédé le 19 avril 1846 à Saint-Pétersbourg.
Amiral, sénateur russe, membre du Collège de l'Amirauté de Saint-Pétersbourg.

## Biographie
En 1773, Semion Poustochkine entra à l'École du Corps naval des Cadets, en 1776 il sortit de cet établissement au grade de garde-marine (grade de la Marine impériale de Russie en vigueur de 1716 à 1917) et fut affecté dans la Flotte de la mer Baltique. En 1782, promu au grade lieutenant de marine, il servit dans la Flotte de la mer Noire et en Méditerranée. En 1786, il assura le commandement à bord de la frégate Abeille, ce bâtiment de guerre armé de 12 canons navigua sous la couverture d'un navire de commerce afin de poursuivre une mission d'investigation et de surveillance concernant la sécurité et le libre déplacement des navires de commerce russes en mer Noire et en Méditerranée. Sa mission fut un succès, en récompense il fut promu capitaine (deuxième rang).
En 1799, Semion Poustochkine, aux côtés des patriotes italiens combattit les troupes françaises en Italie. En 1805 il fut élevé au grade de kontr-admiral. En 1806, il prit part à l'assaut de la forteresse d'Ackermann. La même année, à la tête d'une force navale composée de quatre navires de ligne, il détruisit la forteresse d'Anapa à bout portant, les Turcs abandonnèrent les lieux sans engager le combat.
En décembre 1807, Semion Poustochkine fut promu vice-amiral et admis au Collège de l'Amirauté de Saint-Pétersbourg. En 1816, l'Ordre de Saint-Georges (quatrième classe) lui fut décerné. En 1831, promu amiral, il dirigea l'École Nikolaïev.

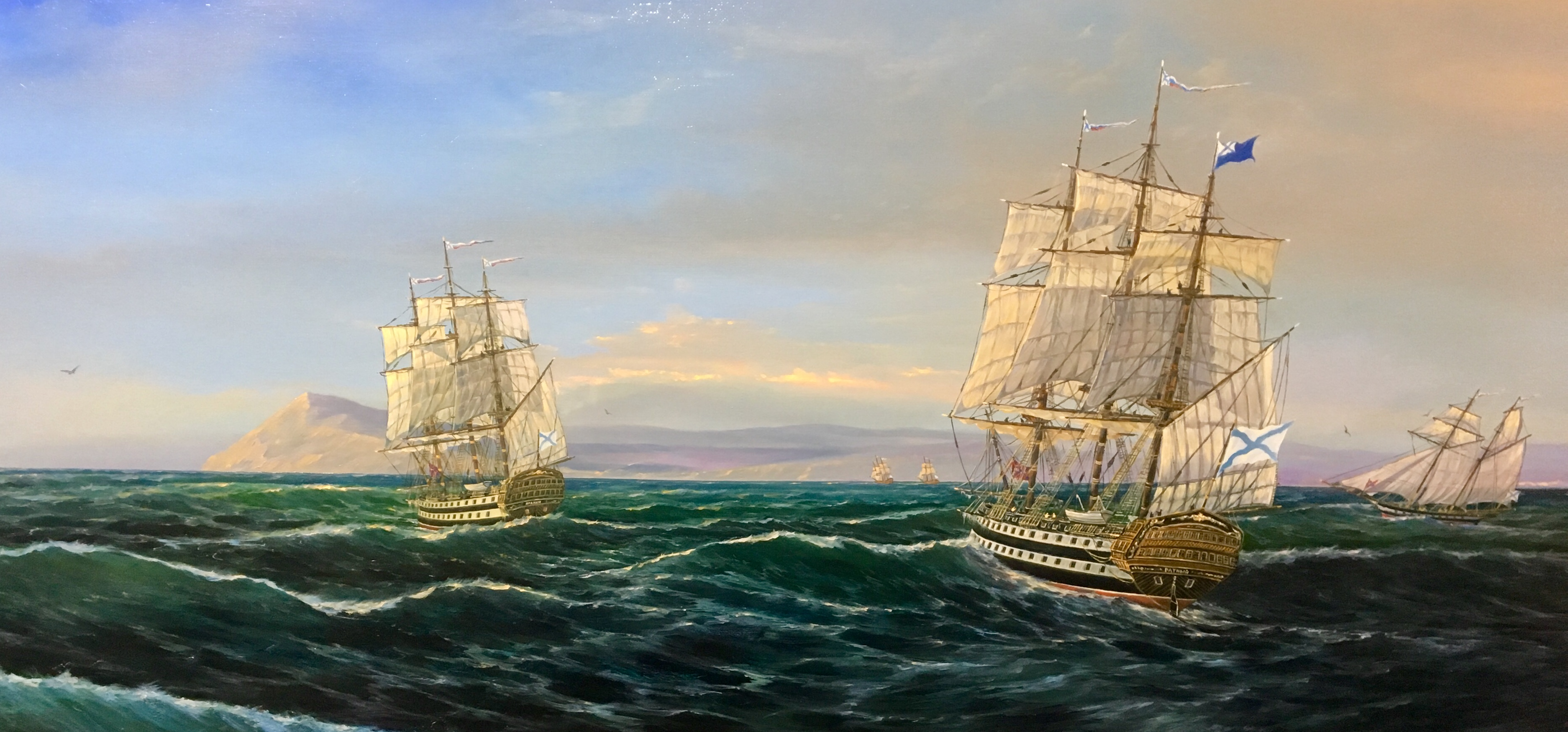
Détachement du contre-amiral S.A. Pustoshkina près d'Anapa. Galerie de photos d'Anapa. L'artiste Vladimir Kosov.

### Décès et inhumation
Semion Poustochkine décéda le 19 avril 1846 à Saint-Pétersbourg, il fut inhumé au cimetière de l'église Volkov à Saint-Pétersbourg.

## Distinctions
- Ordre de Saint-Georges (quatrième classe)
- Ordre de l'Aigle blanc
- Ordre de Saint-Vladimir (deuxième classe)
- Ordre de Sainte-Anne (première classe)